# Chivilcoy
Chivilcoy é uma localidade do partido de Chivilcoy, na província de Buenos Aires, na Argentina. 